# 南風/もう一度君に会いたい
「南風/もう一度君に会いたい」（みなみかぜ/もういちどきみにあいたい）は、2005年8月18日にポニーキャニオン（FLIGHT MASTER）より発売された下川みくにの12枚目のシングルである。

## 解説
- 「南風」はテレビアニメ『フルメタル・パニック!The Second Raid』のオープニングテーマ、「もう一度君に会いたい」は同アニメのエンディングテーマになっている。「もう一度君に会いたい」は下川が、一時音信不通になった友人のことを思い、「連絡してくれたらいいな」と思って作詞した曲であるという[1]。
- アルバム『9 -Que!!- 下川みくにセルフカバーアルバム〜』には、「南風」がセルフカバーVersionで収録されているが、「もう一度君に会いたい」は収録されていない。
- カップリングの「あの日に帰りたい」は、ピアノの伴奏によるもので、『Heavenly』と『翼 〜Very Best of Mikuni Shimokawa〜』に収録されている。

## 収録曲
1. 南風 [4:06] 
  - 作詞・作曲：浅田信一、編曲：西川進
2. もう一度君に会いたい [5:12] 
  - 作詞：下川みくに、作曲：Gajin、編曲：西川進、ストリングスアレンジ：梶浦由記
3. あの日に帰りたい [2:39] 
  - 作詞・作曲：下川みくに、編曲：安部潤
4. 南風（instrumental）
5. もう一度君に会いたい（instrumental）